# Transeuropeiska transportnätet
Det transeuropeiska transportnätet (TEN-T) är ett av tre transeuropeiska nät (TEN) inom Europeiska unionen. Det igångsattes på 1980-talet. Det är ett megaprojekt för att maximera logistiken inom infrastruktur och transport i EU. 
Megaprojektet planerar behovet av vägar, järnvägsnät, vattenvägar samt satellitnavigationssystemet Galileo. Man nämner en byggkostnad på 600 miljarder euro = 6 000 miljarder kronor) för att bygga nätet.
EU bidrar med skattemedel till infrastrukturprojekt via TEN. Minst en miljard euro om året betalas ut, normalt upp till tio procent av kostnaden om det rör sig om internationellt viktiga länkar.
År 1994 togs en lista fram med 14 prioriterade projekt, varav Öresundsbron var ett. 1,4 miljarder kronor bidrogs till dess bygge. Ett annat projekt i listan som direkt påverkar Sverige är "Nordiska tringeln", motorväg och järnväg Stockholm-Oslo-Köpenhamn (inte inom Norge), samt till Helsingfors och ryska gränsen (där färjehamnar inkluderas). 
År 2003 utökades listan med 16 nya projekt, till 30 st (varav en del är avslutade). Det enda som direkt påverkar Sverige är "Motorways of the seas", förbättring av farleder och hamnar runt hela EU:s kuster. Fehmarn Bält-förbindelsen mellan Danmark och Tyskland är ett projekt som indirekt påverkar Sverige. Finland påverkas av projektet Rail Baltica. 
År 2013 ersattes listan med en ny lista på nio korridorer, ett mer generellt tänkande, som dock i sin tur innehåller de flesta tidigare projekt. Av dessa påverkas Sverige av en, Skandinavien–Medelhavet–korridoren, Stockholm/Oslo–Köpenhamn/Rostock–München–Rom–Palermo.